# Kieran Read
Kieran James Read ONZM (* 26. Oktober 1985 in Papakura, Neuseeland) ist ein ehemaliger neuseeländischer Rugby-Union-Spieler auf der Position des Flügelstürmers und der Nummer Acht.

## Biografie
Read ging auf das College im Aucklander Vorort Rosehill (Papakura-Distrikt) zur Schule. In seiner Jugend war er Spieler der nationalen neuseeländischen Rugbyschulauswahl (2003), der U-19-Nationalmannschaft (2004) und der U-21-Nationalmannschaft (2005–2006). Er spielte außerdem auch in nationalen neuseeländischen Jugendauswahlen als Batsman Cricket.
Nach seiner Schulzeit zog er nach Christchurch, um an der University of Canterbury zu studieren. Dort trat er in den Rugbyverein der Universität ein. 2009 ehrte diese ihn mit dem Blues Award und der Ernennung zum Sportler des Jahres. Seit dem Jahr 2006 spielt er für die Auswahl der Canterbury RFU in der neuseeländischen Rugbymeisterschaft. Mit ihr wurde er als deren Mannschaftskapitän 2008 Meister. 2009, 2010 sowie 2011 folgten drei weitere gewonnene Meisterschaften. Des Weiteren gewann er mit Canterbury den Ranfurly Shield in den Jahren 2007 (eine erfolgreiche Verteidigung), 2009 (vier erfolgreiche Verteidigungen) und 2010 (zwei erfolgreiche Verteidigungen). In den letzten drei Spielzeiten kam er aufgrund von Nationalmannschaftsverpflichtungen jedoch kaum oder gar nicht zum Einsatz.
Außerdem läuft er seit dem Jahr 2007 für die Crusaders im internationalen Super Rugby auf. Mit ihnen erlangte er 2008 den Titel. 2007, 2009 sowie 2010 scheiterten sie im Halbfinale und 2011 im Finale der Meisterschaft. 2008 debütierte er aufgrund seiner Leistungen während der Novemberländerspiele in Europa für die neuseeländische Nationalmannschaft (All Blacks), nachdem er zuvor bereits 2007 für die Junior All Blacks aufgelaufen war.
Im nächsten Jahr etablierte er sich als Stammspieler in der Nationalmannschaft. Mit ihr konnte er 2009, 2010 und 2011 erfolgreich den Bledisloe Cup gegen die australische Nationalmannschaft (Wallabies) verteidigten, die Tri Nations 2010 gewinnen sowie den Grand Slam im selben Jahr erringen. Des Weiteren wurde Read 2010 von der New Zealand Rugby Union (NZRU) zum neuseeländischen Rugbyspieler des Jahres ernannt.
Seine bisher größten Erfolge im Rugby waren der Gewinn der Rugby-Union-Weltmeisterschaft 2011 im eigenen Land sowie die Titelverteidigung 2015 in England und Wales. Am 16. Mai 2021 erklärte Kieran Read seinen Rückzug vom Rugbysport.